# Mühlbacher Stausee
Der Mühlbacher Stausee (auch Mühlbacher See, italienisch Lago di Rio di Pusteria) befindet sich am Übergang vom Pustertal ins Eisacktal in Südtirol (Italien). In ihm wird die Rienz zum Zwecke der Stromerzeugung gestaut. Die Gemeindegrenze zwischen Mühlbach, das direkt am See gelegen ist, und Rodeneck verläuft durch das Gewässer.

## Geschichte
Der Bau des Mühlbacher Stausees wurde 1940 durch die faschistischen Machthaber in Auftrag gegeben, um dem gesteigerten Energiebedarf zu begegnen und eine größere Unabhängigkeit Italiens in der Stromversorgung zu erreichen. Gleichzeitig wurde am Übergang vom Wipptal ins Eisacktal der Franzensfester Stausee errichtet. Das Wasser aus beiden Seen speist durch Druckleitungen das Kraftwerk im nahen Brixen.

## Technische Daten
Der Stausee ist etwa 26 ha groß und maximal 18 m tief. Die Höhe des Stauziels befindet sich auf 723 m. Der See fasst etwa 1,77 Millionen m³.